# Římskokatolická církev ve Spojeném království
Římskokatolická církev ve Spojeném království Velké Británie a Severního Irska je organizována zvlášť pro Anglii s Walesem a pro Skotsko; severoirská katolická církev je součástí celoostrovní irské katolické církve. Souhrnně se ve Velké Británii hlásí ke katolické církvi necelých 5 milionů obyvatel (asi 8,5 %). Většinu tvoří irští imigranti a jejich potomci, nezanedbatelný podíl však tvoří protestantští konvertité (a jejich potomci).
Před nástupem krále Jindřicha VIII na trůn byla Británie římskokatolickou zemí, která v náboženských záležitostech podléhala Vatikánu v Římě. V roce 1533, poté co mu Vatikán odmítl svolení k rozvodu s první ženou, založil král Jindřich VIII. anglikánskou církev.
Římskokatolická církev je v jednotě s papežem. Má osm arcidiecézí, 29 diecézí a jeden vojenský ordinariát. Dále má jeden personální ordinariát. Mimo ukrajinskou eparchii, která má byzantský ritus, a personálního ordinariátu Our Lady of Walsingham s anglikánským ritem slouží všechny arcidiecéze a diecéze mše v latinském ritu. Působí zde také tři biskupské konference – Anglie a Wales: Bishops’ Conference of England and Wales, předsedou této konference je Vincent Gerard Nichols. Irsko má Irish Episcopal Conference, předsedou je kardinál Seán Brady a poslední je Skotsko – Bishops’ Conference of Scotland, předseda je arcibiskup Philip Tartaglia.

## Římskokatolická církev v Anglii a Walesu
Zde se hlásí k římskokatolickému vyznání něco přes 4 miliony obyvatel (cca 8 %).

### Struktura

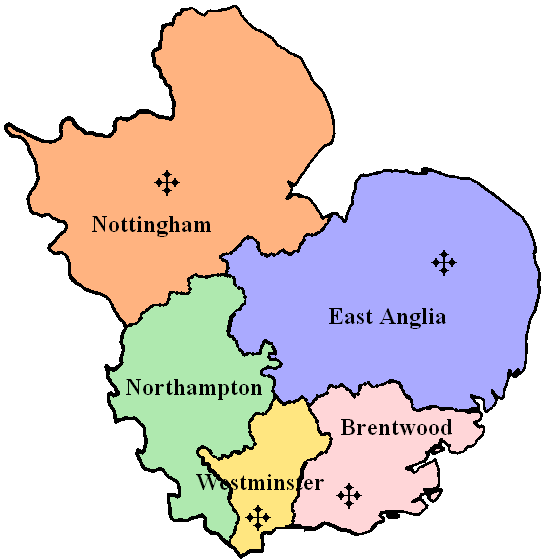
Mapa církevní provincie Westminster

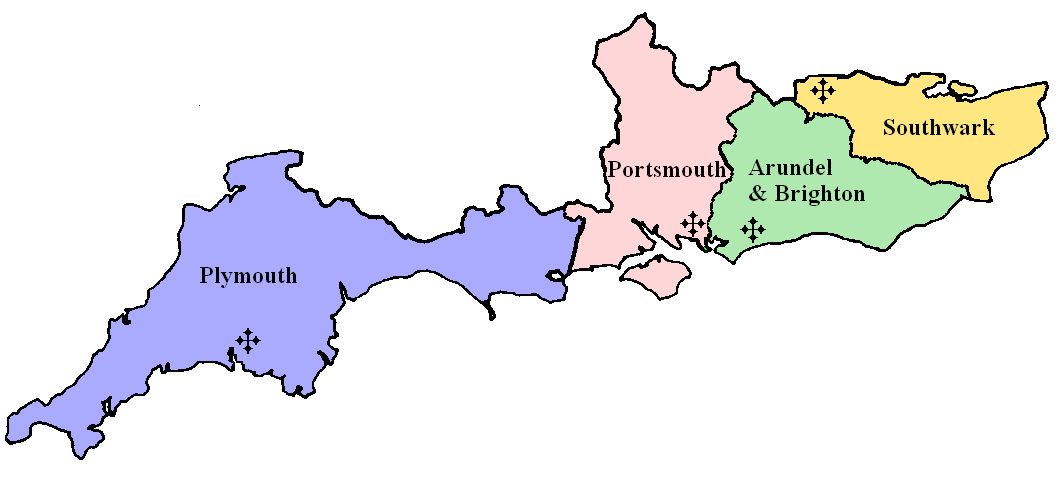
Mapa církevní provincie Southwark

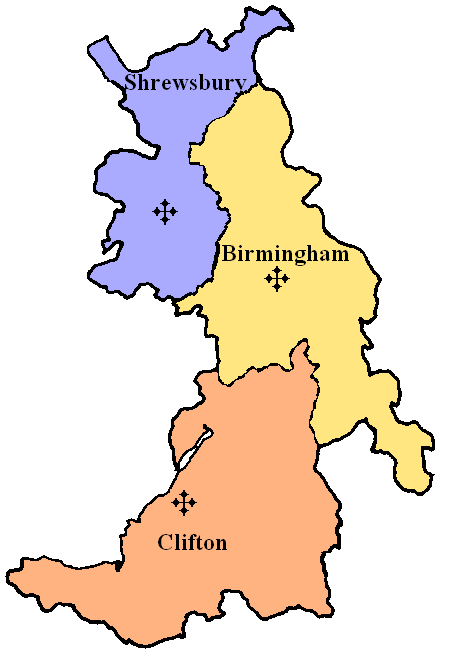
Mapa církevní provincie Birmingham

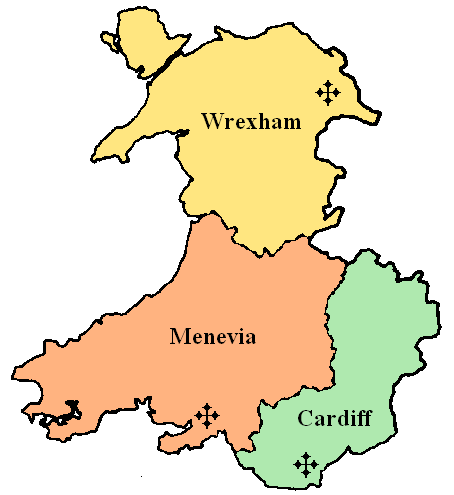
Mapa církevní provincie Cardiff

Anglie a Wales se člení na pět církevních provincií složené celkem z 22 diecézí. Organizačně mimo provincie stojí vojenský ordinariát, který je společný pro Velkou Británii. Obnově diecézí v roce 1850 předcházela struktura církevní správy ve formě apoštolských vikariátů, založených roku 1688, resp. 1840.
- Arcidiecéze westminsterská (založena 1850 jako arcidiecéze) – sídlo Londýn-Westminster – se sufragánními diecézemi:
  - diecéze Northampton (založena 1850)
  - diecéze Nottingham (založena 1850)
  - diecéze Brentwood (založena 1917)
  - diecéze East Anglia (založena 1976) – sídlo Norwich

- arcidiecéze Birmingham (založena 1850, arcidiecéze 1911) se sufragánními diecézemi:
  - diecéze Clifton (založena 1850) – sídlo Bristol
  - diecéze Shrewsbury (založena 1850)

- arcidiecéze Liverpool (založena 1850, arcidiecéze 1911) se sufragánními diecézemi:
  - diecéze Hexham and Newcastle (založena 1850) – sídlo Newcastle upon Tyne
  - diecéze Leeds (založena 1850)
  - diecéze Salford (založena 1850)
  - diecéze Middlesbrough (založena 1878)
  - diecéze Lancaster (založena 1924)
  - diecéze Hallam (založena 1980) – sídlo Sheffield

- arcidiecéze Cardiff (založena 1850, arcidiecéze 1916)
  - diecéze Menevia (založena 1898) – sídlo Swansea
  - diecéze Wrexham (založena 1987)

- arcidiecéze Southwark (založena 1850, arcidiecéze 1965) – sídlo Londýn-Southwark – se sufragánními diecézemi:
  - diecéze Plymouth (založena 1850)
  - diecéze Portsmouth (založena 1882)
  - diecéze Arundel and Brighton (založena 1965) – sídlo Arundel

- Vojenský ordinariát ve Velké Británii (založena 1986) má působnost pro celou Velkou Británii
- Osobní ordinariát Naší Paní z Walsinghamu (Our Lady of Walsingham) pro bývalé anglikány

## Římskokatolická církev ve Skotsku
Zde se hlásí k římskokatolickému vyznání necelých 700 000 obyvatel (cca 14 %).

### Struktura
Skotsko se člení na dvě církevní provincie složené celkem z osmi diecézí. S Anglií sdílí společný vojenský ordinariát, stojící organizačně mimo provincie. Obnově diecézí v roce 1878 předcházela struktura církevní správy ve formě apoštolských vikariátů, založených roku 1727, resp. 1827.
- arcidiecéze Saint Andrews a Edinburgh (založena před 10. stol., arcidiecéze 1472, obnovena 1878) – sídlo Edinburgh – se sufragánnimi diecézemi:
  - diecéze Aberdeen (založena ve 12. století, obnovena 1878)
  - diecéze Argyll and The Isles (obnovena 1878 ze dvou diecézí z 12. a 14. století) – sídlo Oban
  - diecéze Dunkeld (založena v 9./12. století, obnovena 1878) – sídlo Dundee
  - diecéze Galloway (založena v 4./12. století, obnovena 1878) – sídlo Ayr

- arcidiecéze Glasgow (založena v 6./12. století, arcidiecéze 1492, obnovena 1878) se sufragánními diecézemi:
  - diecéze Motherwell (založena 1947)
  - diecéze Paisley (založena 1947)

## Římskokatolická církev v teritoriíchZámořského území Spojeného království
V britských zámořských teritoriích existují následující církevní oblasti, které ovšem nespadají pod žádnou z biskupských konferencí Spojeného království: 
- Diecéze gibraltarská: Gibraltar
- Diecéze Hamilton na Bermudách: Bermudy
- Apoštolská prefektura Falklandských ostrovů: Falklandy
- Misie sui iuris Kajmanské ostrovy: Kajmanské ostrovy
- Misie sui iuris Svatá Helena, Ascension a Tristan da Cunha: Svatá Helena, Ascension a Tristan da Cunha
- Misie sui iuris Turks a Caicos: Turks a Caicos
- Diecéze Saint John's-Basseterre: Anguilla, Montserrat, Britské Panenské ostrovy
- Arcidiecéze Papeete: Pitcairnovy ostrovy

## Diecéze východních katolických církví
Ukrajinská řeckokatolická Eparchie Svaté Rodiny v Londýně (zal. 2013 – to měla 10 210 věřících v 16 farnostech, 14 kněží – 11 diecézních a 3 řeholní, 3 řeholníky a 1 řeholnici) spadá pod Vyšší archieparchii Kyjev–Halyč. Dne 28. 7. 2016 vznikla syromalabarská katolická Eparchie Velké Británie, a zároveň byl jmenován její eparcha a 9. 10. 2016 vysvěcen. 

## Fotogalerie

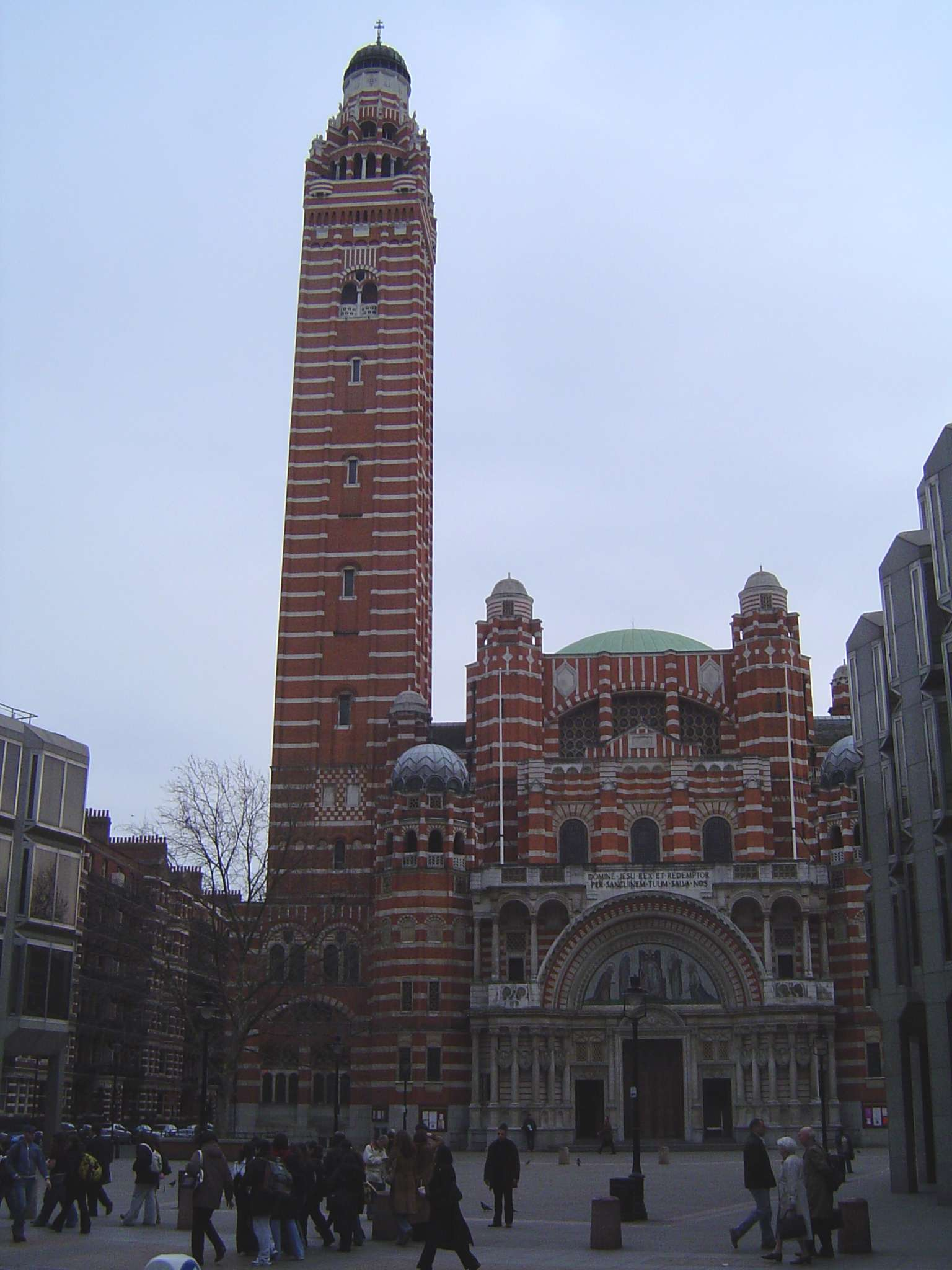
Westminsterská katedrála v Londýně
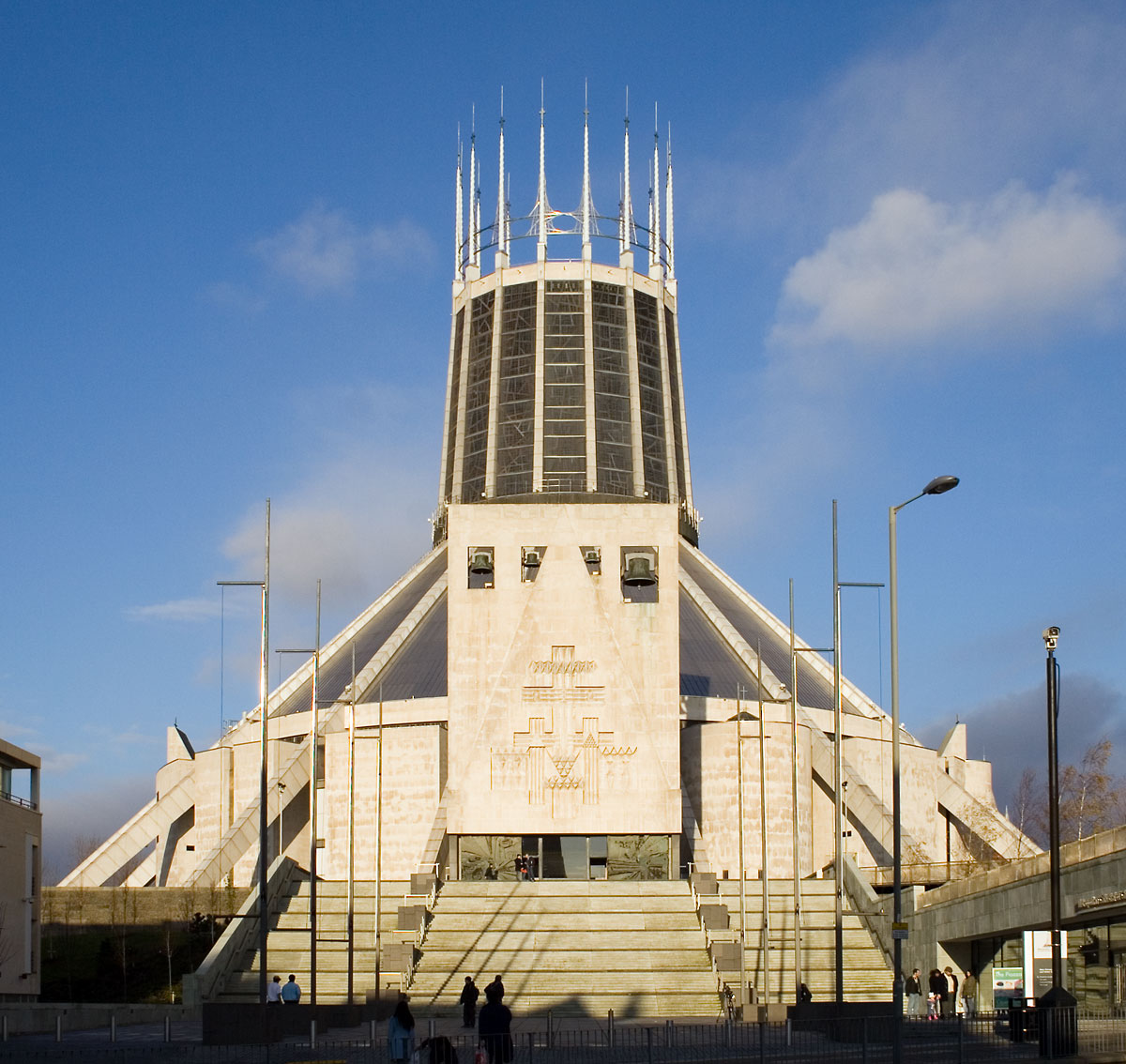
Katedrála Krista Krále v Liverpoolu
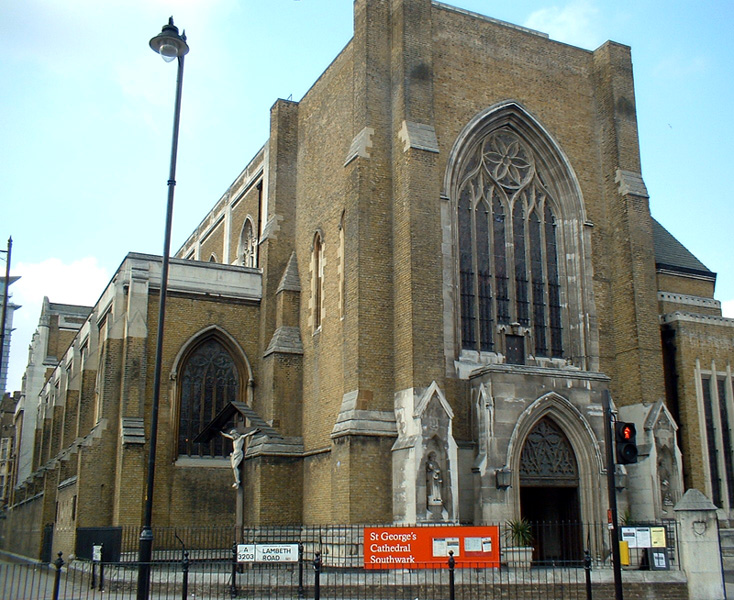
Southwarská katedrála sv. Jiří v Londýně
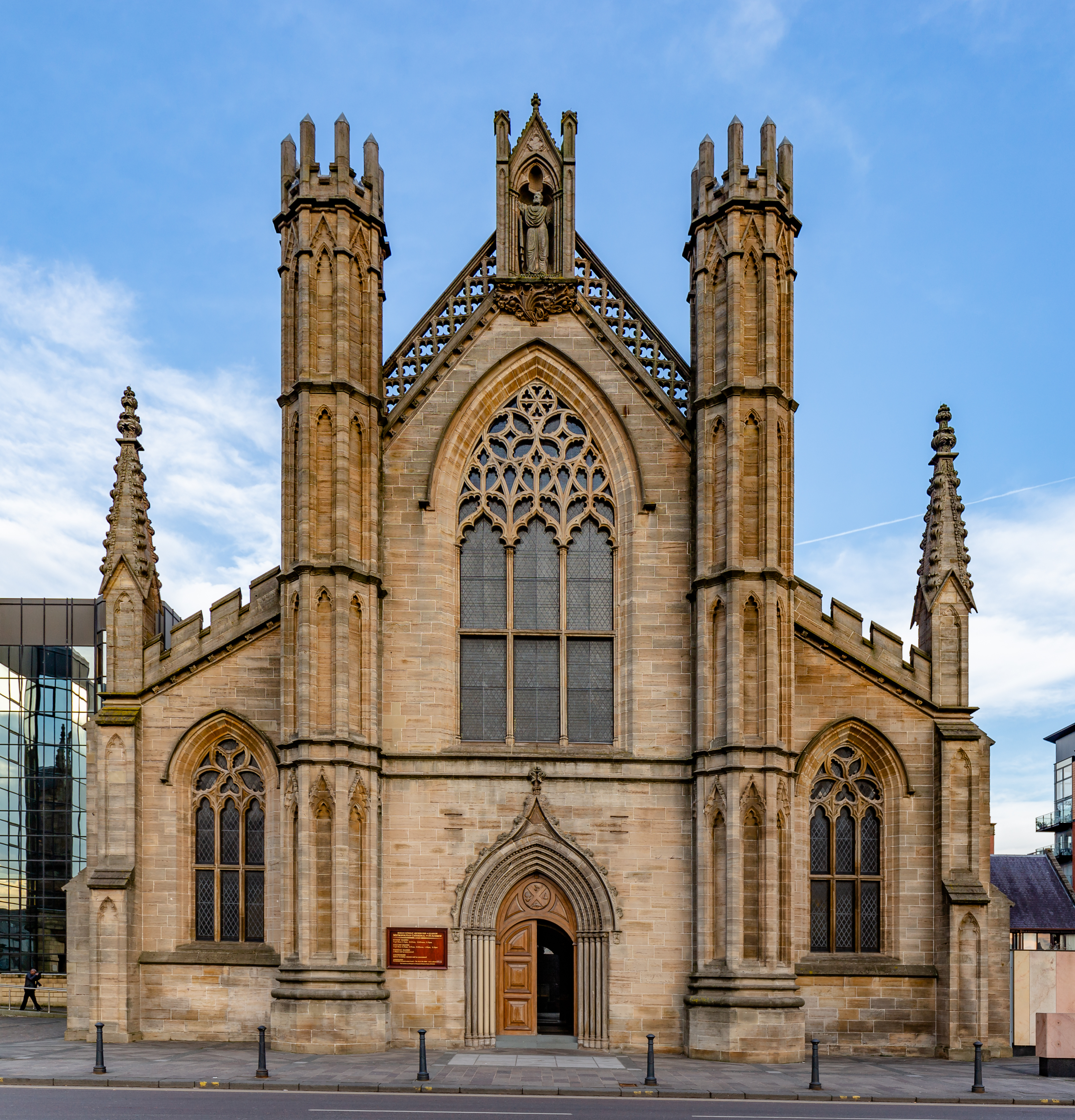
Katedrála sv. Ondřeje v Glasgow